# 澳門早報
澳門早報 （Agora Macau）是澳門一份周報，創於2005年10月28日。逢星期一出版，彩色印刷，每期12-20版不等，年發行量最高8,000份。
該報於2014年停刊，由《澳門華文報》取代。